# Musculus thyrohyoideus
De musculus thyrohyoideus is een spier in de hals die van het tongbeen (os hyoideum) naar het schildkraakbeen (cartilago thyreoidea) loopt. Deze spier trekt het tongbeen naar beneden of trekt schildkraakbeen omhoog als het tongbeen vastzit.